# Perikaryon

Doorsnede van een soma.

Het soma (van Grieks σώμα, "lichaam") of perikaryon (περί "rondom" + κάρυον "kern") van een zenuwcel (neuron) is het verbrede uiteinde van deze cel waarin zich de celkern bevindt. In de context van zenuwcellen wordt met het "cellichaam" vaak het perikaryon bedoeld. Er zijn veel verschillende soorten gespecialiseerde neuronen, waardoor de grootte van het perikaryon varieert van 3 micrometer tot langer dan 1 millimeter voor grote zenuwcellen van ongewervelden. 
De celkern is de bron van het meeste RNA dat in zenuwcellen wordt geproduceerd. De meeste proteïnen ontstaan uit messenger-RNA dat niet ver van de celkern vandaan reist. De axonuiteinden kunnen zich meer dan een meter van het soma vandaan bevinden, en de axonen bevatten motoreiwitten die eiwithoudende vesikels heen en weer transporteren tussen de soma en de synapsen die zich aan de axonuiteinden bevinden. Dankzij dit transport worden belangrijke celfuncties in stand gehouden. 
De overleving van sensorische zenuwcellen is afhankelijk van het contact tussen de axonuiteinden en bronnen van neurotrofinen die apoptose tegengaan.
Genexpressie vindt in het soma plaats, evenals een groot deel van de translatie waarbij proteïnen worden aangemaakt. Het soma speelt daarnaast een belangrijke rol bij de aanmaak van adenosinetrifosfaat.